# Osmar Aparecido de Azevedo
Osmar Aparecido de Azevedo (født 23. juli 1980) er en tidligere brasiliansk fodboldspiller.